# كولين بيريز
كولين بيريز هي ممثلة فلبينية، ولدت في 26 يناير 1995 في قابان في الفلبين.

## وصلات خارجية
- كولين بيريز على موقع IMDb (الإنجليزية)
- كولين بيريز على موقع قاعدة بيانات الفيلم (الإنجليزية)